# Língua panará
O Panará (kre = código ISO 639-3 correspondente), também denominado Krenhakarore, Krenakore, Krenakarore e Kreen-akarore, é uma língua indígena do Brasil atualmente falada nos estados do Mato Grosso e sul do Pará, mais precisamente na Terra Indígena Panará (Guarantã do Norte em MT e Altamira PA), que se encontra nos entornos do Rio Peixoto de Azevedo e nascente do Rio Iriri.
Atualmente, a língua possui 380 falantes de uma população étnica de 540. Segundo esses números, o Panará se encontra em situação vulnerável, ou seja, a maioria das crianças fala a língua, porém isso pode estar restrito a determinados ambientes. De acordo com outra escala, a Escala de Ameaça Aglomerada (Agglomerated Endangerment Scale - AES), ela está na categoria de mutação (shifting), que é quando a geração em idade fértil possui conhecimento suficiente na língua para usar entre si, mas não transmite às suas crianças. É devido a isso que oficinas e estudos vêm sendo feitos com professores locais para padronizar a gramática da língua e impedi-la de cair em desuso.

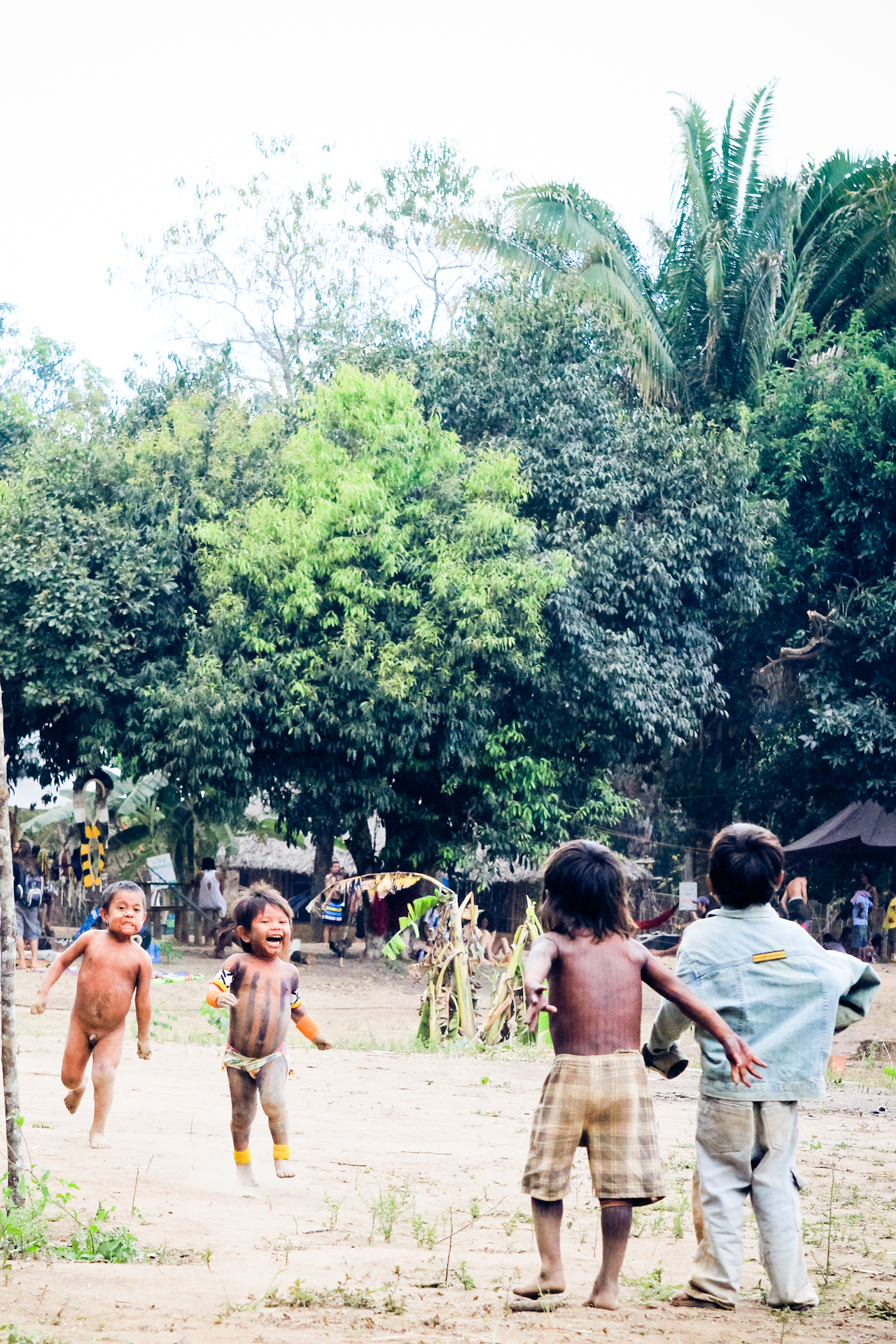
Crianças Panará brincando

O nome ‘Panará’, auto-denominação da própria comunidade, significa ‘gente’ nessa língua - algo provavelmente derivado das palavras 'panariá' (indígena) e 'puará' (homem). Suas outras nomenclaturas comuns derivam de atribuições dos Kayapó ao povo Panará, que significam “cabeça cortada redonda”. Isso se relaciona ao modelo tradicional de corte de cabelo deles, o qual é um elemento fenotípico de extremo valor na cultura dos Panará. Seu corte se associa a um determinado status social.

## Classificação
A língua pertence ao tronco linguístico Macro-Jê, um dos principais troncos das línguas indígenas brasileiras. Pertence ainda à família Jê e subfamília Jê Setentrional junto com línguas como Apinayé, Kayapó, Suyá e as línguas Timbira.

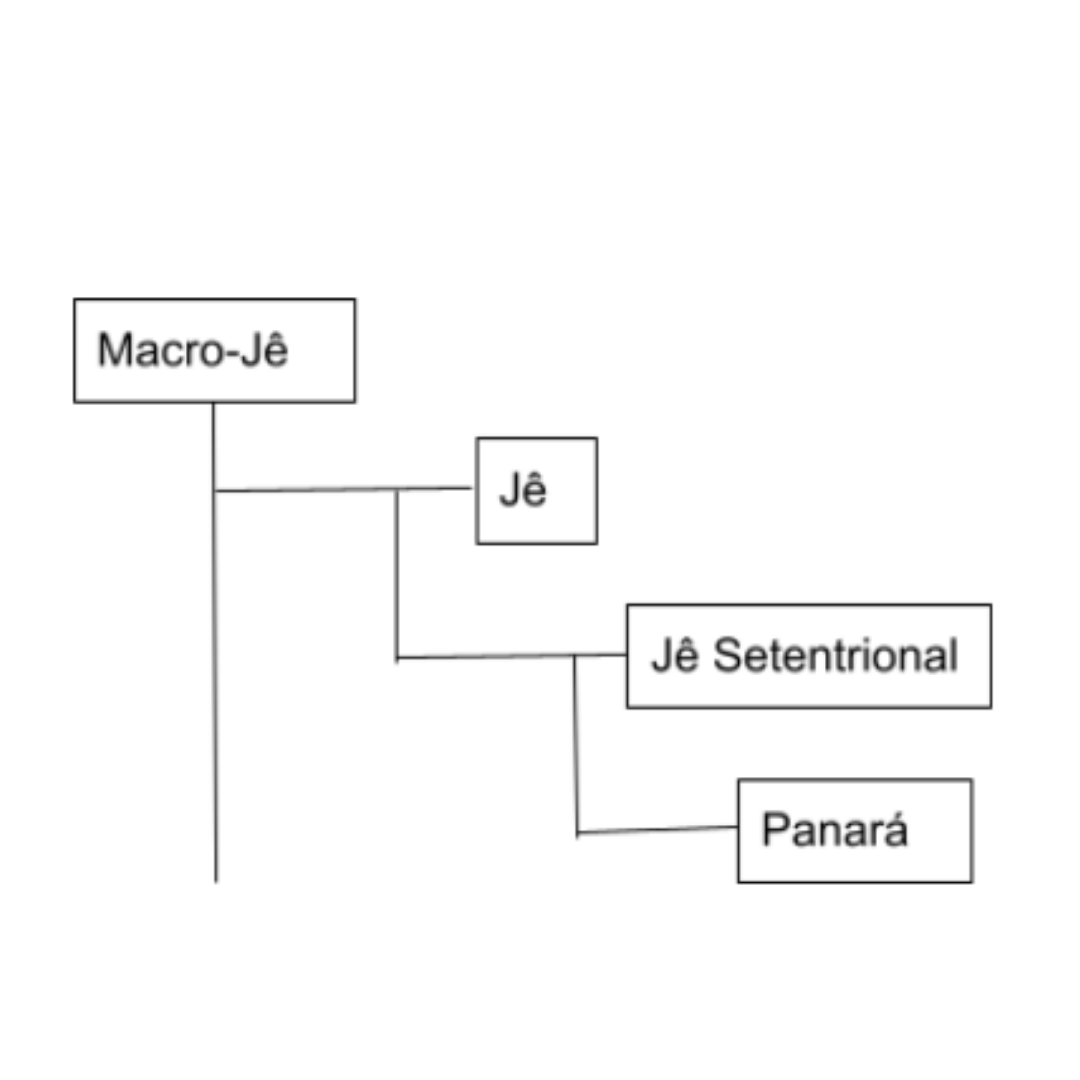
Diagrama representativo da classificação da língua Panará

Há muitos indícios de que a língua surgiu como uma variante do Kayapó do Sul, observados majoritariamente na ortografia e fonética semelhantes.
| Português | Kayapó | Panará |
| --------- | ------ | ------ |
| boca      | çakuá  | sakwa  |
| braço     | ipá    | hì’pá  |
| cabelo    | kin    | hì’kì  |
| canela    | ité    | itá    |
| caolho    | intónó | intono |
| cotovelo  | pakuçú | pakusú |
| dente     | suá    | sua    |
| língua    | çuntót | sutóti |
| mão       | cykiá  | sikya  |
| nariz     | çâkré  | sakre  |
| nuca      | impút  | imputi |
| olhos     | intó   | into   |

## Fonologia
O Panará possui um extenso inventário fonético no qual predominam vogais em relação às consoantes.

### Consoantes
As consoantes do Panará são muito semelhantes às do português, com exceção dos fonemas padronizados /ɲ/ e /ŋ/ e dos fonemas de mais de um ponto de articulação. É importante notar também que, no Panará, quando consoantes nasais precedem uma vogal oral, ou uma consoante aproximante, elas são pós-oralizadas e desvozeadas. Além disso, a fricativa glotal [</>h] não é considerada mais fonêmica, sendo distribuída na ortografia de acordo com a prosódia.
|             | Bilabial | Labiovelar | Alveolar | Palatal | Velar |
| ----------- | -------- | ---------- | -------- | ------- | ----- |
| Oclusiva    | p        |            | t        |         | k     |
| Nasal       | m        |            | n        | ɲ       | ŋ     |
| Vibrante    |          |            | r        |         |       |
| Fricativa   |          |            | s        |         |       |
| Aproximante |          | w          |          | j       |       |

|                    | Bilabial | Alveolar | Velar |
| ------------------ | -------- | -------- | ----- |
| Geminada oclusiva  | p͡p       | t͡t       | k͡k    |
| Geminada nasal     | m͡m       | n͡n       |       |
| Geminada fricativa |          | s͡s       |       |

### Vogais
Nessa língua, as vogais podem ser divididas entre orais e nasais, curtas e longas. A nasalidade, de modo igual ao da língua portuguesa, é indicada pelo sinal diacrítico da tilde (ou til). Já a distinção entre curtas e longas ocorre pelo suprassegmento longo [ː], indicado por dois pontos triangulares.
As vogais /oː, ɔː, õː, eː, ẽː/ são foneticamente compreendidas com ditongação, respectivamente como [ow, ɔw, õw̃, ej, ẽj̃ ]. Exemplo: /poː/ [pow] (chegar)
Ademais, na língua ocorre também a redução de vogais abertas: a vogal /a/ pode ser reduzida a [ɐ] ou [ə] em sílabas átonas.
|             |                 | oral      | oral     | oral    | nasal     | nasal  | nasal  |
| Anterior    | Central         | Posterior | Anterior | Central | Posterior |        |        |
| ----------- | --------------- | --------- | -------- | ------- | --------- | ------ | ------ |
| Fechada     | arredondada     |           |          | u , uː  |           |        | ũ , ũː |
| Fechada     | não-arredondada | i , iː    |          | ɯ , ɯː  | ĩ , ĩː    |        | ɯ̃ , ɯ̃ː |
| Semifechada | arredondada     |           |          | o , oː  |           |        | õ , õː |
| Semifechada | não-arredondada | e , eː    |          |         | ẽ , ẽː    |        |        |
| Média       | -               |           | ə , əː   |         |           | ə̃ , ə̃ː |        |
| Semiaberta  | arredondada     |           |          | ɔ , ɔː  |           |        |        |
| Semiaberta  | não-arredondada | ɛ , ɛː    |          |         |           |        |        |
| Aberta      | não-arredondada | a , aː    |          |         |           |        |        |

### Epêntese
A epêntese está presente em muitas palavras que iniciam ou terminam com [i] no Panará. O [i] final epentético só ocorre em palavras com codas oclusivas → /tɛp/ → [ˈtɛːpi] ‘peixe’. Já o [i] inicial epentético pode ser obrigatório, opcional ou antigramatical em dependência da raiz da palavra. A tabela a seguir indica o uso deste, em que [T] se refere a uma consoante oclusiva, [CC] se refere a uma consoante geminada e [NT] a uma consoante nasal em caso de pós-oralização, como [m͡p, n͡t, n͡s, ŋ͡k]:
| [i] inicial em | Raíz com inicial [T] | Raíz com inicial [CC] | Raíz com inicial [NT] |
| -------------- | -------------------- | --------------------- | --------------------- |
| monossílaba    | opcional             | obrigatório           | obrigatório           |
| polissílaba    | antigramatical       | opcional              | opcional              |

| Monossílaba [T]  | /tu/ → [tu ~ iˈtu] ‘barriga’                   |
| Monossílaba [CC] | /kkjɯt/ → [ikˈkjɯːti] ‘anta’                   |
| Polissílaba [CC] | /ppẽkə/ → [pẽˈkə ~ ippẽˈkə] ‘roupas’           |
| Monossílaba [NT] | /ŋo/ → [iŋˈko] ‘água’                          |
| Polissílaba [NT] | /nɔpə̃ː/ → [tɔˈpə̃ː ~ intɔˈpə̃ː] ‘pequeno buraco’ |

## Escrita
A ortografia para o Panará tem sido desenvolvida nos últimos 20 anos pela própria comunidade - em especial pelos Panará formados como professores que trabalham nas escolas locais - com o auxílio de workshops de alfabetização propostos tanto por organizações não-governamentais quanto pelo governo brasileiro. Eles utilizam o alfabeto latino, porém as letras b, c, d, f, g, l, q, v, x e z não são empregadas. A letra y é considerada uma vogal, e possui pronúncia diferente da consoante y no português.
Uma outra distinção significativa entre a língua portuguesa e o Panará é que os fonemas nasais no último são grafados com o sinal diacrítico tilde, e não possuem a alternativa de serem seguidos por consoantes nasais. Exemplo: [ĩ] que é grafado como ‘ĩ’ no Panará, mas é representada por ‘im’ ou ‘in’ no português.
O tamanho das vogais é fonêmico, assim como sua nasalização, e é representado pelo dígrafo da vogal. Quanto às consoantes, a pós-oralização nasal é representada por um dígrafo, nasais codais são representadas por n, e geminadas - antes representadas por uma pausa glotal - são agora representadas por um dígrafo. Por último, nas combinações fonéticas [m͡p, n͡t, n͡s, ŋ͡k], as consoantes nasais são representadas pela letra n.
| [i] = i   | [ɯ] = y   | [u] = u   | [ĩ] = ĩ   | [ɯ̃] = ỹ   | [ũ] = ũ   |
| [iː] = ii | [ɯː] = yy | [uː] = uu | [ĩː] = ĩĩ | [ɯ̃ː] = ỹỹ | [ũː] = ũũ |
| [e] = ê   | [ə] = â   | [o] = ô   | [ẽ] = ẽ   | [ə̃] = ã   | [õ] = õ   |
| [eː] = êê | [əː] = ââ | [oː] = ôô | [ẽː] = ẽẽ | [ə̃ː] = ãã | [õː] = õõ |
| [ɛ] = e   | [a] = a   | [ɔ] = o   |           |           |           |
| [ɛː] = ee | [aː] = aa | [ɔː] = oo |           |           |           |

| [p] = p   | [t] = t   | [s] = s      | [k] = k   |
| [pp] = pp | [tt] = tt | [ss~ts] = ss | [kk] = kk |
| [m] = m   | [n] = n   | [ɲ] = n      | [ŋ] = n   |
| [w] = w   | [r] = r   | [j] = j      |           |

## Morfossintaxe

### Nomes

#### Pronomes pessoais
No Panará, os pronomes pessoais podem ser divididos entre pronomes pessoais livres e pronomes pessoais clíticos. Os pronomes pessoais livres apresentam uma base única para o singular, à qual se agregam sufixos para formar o dual, o plural e o paucal (este apenas na terceira pessoa).
O panará é uma língua dativa e instrumental-comitativa, ou seja, também difere casos de quem se beneficia/ prejudica com a ação e o instrumento ou companhia de quem executou a ação. Enquanto ações direcionadas no português são dadas por verbos pronominais, sem distinção de casos, e a partícula ‘com’ no português indica tanto instrumento como companhia, nessa língua o pronome já indica cada situação.
Exemplo de benefactivo:
| kamerã                         | ø       | -kari   | -ra    | -kyẽ  | -sõ | -ri  | kan       | ĩkieti | ĩkyẽ | mã  |
| vocês.ERG                      | REAL.TR | 2PL.ERG | 3SG.PL | 1.DAT | dar | PERF | cesta.ABS | muita  | eu   | BEN |
| ‘vocês me deram muitas cestas’ |         |         |        |       |     |      |           |        |      |     |
‘eu’, no caso, é benefactivo pois se beneficia com a ação. No português, é representado por ‘me’ para indicar direcionamento da ação, para quem foi feita, sem nenhum juízo de valor, pois não é uma língua dativa.
Os pronomes se diferem então no caso *absolutivo-ergativo, dativo (benefactivo-malefactivo; quem se beneficia/prejudica com a ação) e instrumental-comitativo (instrumental se refere a instrumento ou meio pelo qual o sujeito realiza a ação, comitativo se refere à companhia com a qual o sujeito exerceu a ação). Com exceção do caso absolutivo, que é não-marcado, os outros casos são seguidos de posposições, as quais indicam sua função. Pronomes livres não podem ocupar a posição de objeto indireto locativo.
| Número   | Pessoa | ABS       | PTB | ERG        | PTB  | BEN       | MAL          | ICOM          | COM          | ABS/ERG   |
| -------- | ------ | --------- | --- | ---------- | ---- | --------- | ------------ | ------------- | ------------ | --------- |
| Singular | 1a     | ĩkyẽ      | Me  | ĩkyẽ hẽ    | Eu   | ĩkyẽ mã   | ĩkyẽ pe      | ĩkyẽ how      | ĩkyẽ kõ      | -         |
| Singular | 2a     | ka        | Te  | ka hẽ      | Tu   | ka mã     | ka pe        | ka how        | ka kõ        | -         |
| Singular | 3a     | mara      | Se  | mara hẽ    | Ele  | mara mã   | mara pe      | mara how      | mara kõ      | -         |
| Plural   | 1a     | ĩkyẽmera  | Nos | ĩkyẽmerã** | Nós  | ĩkyẽmerã  | ĩkyẽmera pe  | ĩkyẽmera how  | ĩkyẽmera kõ  | mĩ, pa*** |
| Plural   | 2a     | kamera    | Vos | kamerã     | Vós  | kamerã    | kamera pe    | kamera how    | kamera kõ    | -         |
| Plural   | 3a     | maramera  | Se  | maramerã   | Eles | maramerã  | maramera pe  | maramera how  | maramera kõ  | -         |
| Dual     | 1a     | ĩkyẽra    | -   | ĩkyẽrã     | -    | ĩkyẽrã    | ĩkyẽra pe    | ĩkyẽra how    | ĩkyẽra kõ    | -         |
| Dual     | 2a     | kara      | -   | karã       | -    | karã      | kara pe      | kara how      | kara kõ      | -         |
| Dual     | 3a     | marara    | -   | mararã     | -    | mararã    | marara pe    | marara how    | marara kõ    | -         |
| Paucal   | 3a     | marapyyra | -   | marapyyrã  | -    | marapyyrã | marapyyra pe | marapyyra how | marapyyra kõ | -         |

No alinhamento absolutivo-ergativo, o sujeito da intransitiva declina da mesma forma que o objeto direto (absolutivo) e o sujeito da transitiva declina sozinho (ergativo). Como esse alinhamento difere do da língua portuguesa, foi feita uma adaptação da tradução para seguir o padrão.
Nos casos ergativo e benefactivo não-singular há a nasalização da última vogal do pronome ao invés da posposição.
Ambos aparecem com função de sujeito de verbo transitivo ou intransitivo; pa é derivado do homônimo ‘gente’ e pode se referir a ‘ele(s)’, já mĩ majoritariamente ocorre como exortativo (estimulante).
Os pronomes clíticos, por sua vez, possuem uma distribuição divergente da dos pronomes livres. Predominantemente, ocorrem de modo individual (sem a presença de nomes ou pronomes livres), como argumento do verbo; todavia, podem também co-ocorrer com os pronomes livres, com função anafórica. É argumentado que possam ser tratados como clíticos de co-referência aos argumentos nucleares (sujeito, objeto direto e objeto indireto), pois possuem um comportamento muitas vezes ambíguo como argumento pronominal vs. marcador de concordância.
Existem quatro formas de clíticos pronominais, que ocorrem sempre à esquerda da raiz do verbo, podendo ser co-referentes nos seguintes casos:
1. Absolutivo, para o sujeito da intransitiva no modo realis, o objeto direto da transitiva, o benefactivo, o malefactivo, o instrumental-comitativo, o comitativo e o inessivo;
2. Ergativo, para o sujeito da transitiva no modo realis;
3. Nominativo, para sujeito de verbo transitivo e intransitivo no modo irrealis;
4. Dativo, como alternativa, para o benefactivo e comitativo.

| Número          | Pessoa | Absolutivo | Nominativo | Ergativo    | Dativo |
| --------------- | ------ | ---------- | ---------- | ----------- | ------ |
| Singular        | 1a     | ra         | ∅          | ri ~ re     | kyẽ    |
| Singular        | 2a     | a ~ ha     | ti(a)      | ka          | kã     |
| Singular        | 3a     | ∅          | ti         | ti          | mã     |
| Plural e paucal | 1a     | ra, pa, mĩ | timĩ       | ne ~ re     | kyẽ    |
| Plural e paucal | 2a     | ri(a)      | tiri(a)    | kari(a)     | kã     |
| Plural e paucal | 3a     | ra         | ∅          | ne ~ re     | mã     |
| Dual            | 1a     | ramẽ       | mẽ         | rimẽ ~ reme | mẽ     |
| Dual            | 2a     | amẽ        | timẽ       | kamẽ        | kamẽ   |
| Dual            | 3a     | mẽ         | timẽ       | timẽ        | mẽ     |

#### Flexão de número
Nomes que se referem a coisas animadas no Panará admitem flexão de número dual, plural e paucal (indica um grupo pequeno, de 3 a 10 componentes). Coisas inanimadas geralmente são seguidas de numerais. Enquanto o singular é não-marcado, a flexão das demais formas se manifesta nos pronomes independentes e nos proclíticos e prefixos juntos ao verbo.
Exemplo de prefixo verbal:
| kamerã                         | ø       | -kari   | -ra    | -kyẽ  | -sõ | -ri  | kan       | ĩkieti | ĩkyẽ | mã  |
| vocês.ERG                      | REAL.TR | 2PL.ERG | 3SG.PL | 1.DAT | dar | PERF | cesta.ABS | muita  | eu   | BEN |
| ‘vocês me deram muitas cestas’ |         |         |        |       |     |      |           |        |      |     |
Os sufixos obrigatórios aos pronomes livres de número dual -ra ou -na, de número plural -mɛra ou -mera, são opcionais nos nomes. O paucal -pyyra só se anexa aos pronomes livres ou demonstrativos.
Exemplos:
| Ioti                   | hẽ  | ø       | -ti     | -ku   | -ri  | soti  | -mera  |
| Sucuri                 | ERG | REAL.TR | 3SG.ERG | comer | PERF | bicho | PL.ABS |
| ‘a sucuri come bichos’ |     |         |         |       |      |       |        |
| mara                                  | -rã    | ĩpy   | -rã    | kâ     | -ri  | ĩkua       |
| ele                                   | DU.ERG | homem | DU.ERG | cortar | PERF | buriti.ABS |
| ‘aqueles dois homens cortaram buriti’ |        |       |        |        |      |            |
| pãpã                                                     | yâ        | -ra     | -pan  | koa  | rin | kiõpe  | mẽ | pâsina | mẽ | kitakriti | mẽ | ia   | -pyyra |
| todos.ABS                                                | REAL.INTR | 3SG.ABS | viver | casa | LOC | Kiompê | e  | Pâsina | e  | Kitakriti | e  | este | PAU    |
| ‘Kiompê, Pâsina e Kitakriti, estes vivem na mesma casa.’ |           |         |       |      |     |        |    |        |    |           |    |      |        | 

#### Relação de posse
As relações de posse no Panará estabelecem uma distinção de forma e sentido entre a posse alienável, ou seja, quando o item possuído se liga ao possuidor de maneira efêmera, e posse inalienável, que é quando o item possuído se liga ao possuidor de forma necessária. Para além dessa distinção, distingue-se também a posse inerente da não-inerente para os nomes. Tal relação pode ser expressa de três formas: por meio de nomes, por justaposição e por orações possessivas. Na língua, nem todos os nomes podem ser gramaticalmente possuídos - de exemplo, nomes próprios e elementos da natureza (terra, rios, cachoeira, céu, etc.).

##### Sintagmas nominais possessivos
Nos sintagmas nominais possessivos indicativos de posse inalienável, os nomes que se referem ao possuidor e ao possuído se encontram justapostos, com núcleo (possuído) à direita. Casos de parte em relação a um todo incluem-se aqui:
| kukre               | nãpe   |
| casa                | parede |
| ‘a parede da casa.’ |        |
Quando se trata de posse alienável, a posse é expressa por meio de nomes cujo sentido remete à função de indicar propriedade.
a) O nome -õ, precedido pelos sufixos relacionais s- e y- que marcam, respectivamente, não-contiguidade (RNC) e contiguidade (RC) com o nome referente ao possuidor. Yõ ocorre sempre à direita imediata do possuidor; sõ ocorre como aposto, precedendo o possuído na função de complemento ou adjunto adverbial:
| teseya             | y-õ      | puu  |
| Teseya             | RC-posse | roça |
| ‘a roça de Teseya’ |          |      |
| maira                             | hẽ  | ∅       | -ti     | -s      | -ãpũ | s-õ       | koa      |
| Maíra                             | ERG | REAL.TR | 3SG.ERG | 3SG.ABS | ver  | RNC-posse | casa.ABS |
| ‘Maíra conhece sua própria casa.’ |     |         |         |         |      |           |          |
Sõ também pode ser seguido por sakiama, que denota 'próprio, mesmo’, um nominal resumptivo do possuidor.
b) O nome -ĩ é, da mesma maneira, marcado pelos prefixos relacionais s- e y-. A forma yĩ ocorre apenas entre o possuído e o possuidor, já a forma sĩ ocorre nos mesmos contextos que sõ, com exceção da co-ocorrência com pronome resumptivo sakiama.
| uãhã                   | ĩkyẽmera | y-ĩ      | koa  | tã  |
| Lá                     | 1PL.ABS  | RC-posse | casa | ALA |
| ‘lá para a nossa casa’ |          |          |      |     |
c) O nome kia é usado principalmente, mesmo que não exclusivamente, para denotar a posse de bens conhecidos e/ou adquiridos a partir do contato com o homem “branco”. Ele ocorre imediatamente à direita do possuidor.
| pia                  | ĩkyẽmera | kia   | sase |
| Esta                 | 1PL.ABS  | posse | rede |
| ‘Esta é nossa rede.’ |          |       |      |

##### Predicados possessivos
As mesmas formas de sintagmas nominais que se referem à posse inalienável podem ser interpretadas como predicados:
| kiõpe             | rãpiâ |
| Kiompê            | mãe   |
| ‘Kiompê tem mãe.’ |       |
No entanto, nomes de elementos possuídos que admitem prefixos relacionais, quando apresentam o prefixo s-, admitem de modo único a interpretação predicativa. Nessa situação, o sintagma nominal que se refere ao possuído forma o núcleo do predicado, em que o sintagma nominal referente ao possuidor é o sujeito.
| ĩkyẽ              | s-asĩ     |
| Eu                | RNC-nariz |
| ‘Eu tenho nariz.’ |           |
Nas construções de posse alienável, quando o nominal de posse  -õ é marcado pelo relacional s- a interpretação é unicamente predicativa também. Nesse caso, sõ que constitui o núcleo do predicado, seguido pelo possuído, em que o possuidor é o sujeito

##### Posse inerente
Este caso de distinção se dá entre nomes que se referem a bens obrigatoriamente possuídos e não-obrigatoriamente possuídos. Os nomes referentes a bens inerentes são marcados pelos prefixos s-, ĩ- e ∅, os quais fazem referência a um possuidor, e os não-inerentes são não-marcados.
| s-õpã        |
| ‘o pai dele’ |
| ĩtõ            |
| ‘o irmão dele’ |
| ∅-ĩpa           |
| ‘o fígado dele’ |

### Verbo

#### Tempo, aspecto, modo e evidencialidade
O verbo é, segundo a tese de Dourado (2001), “o constituinte mais complexo da gramática da língua Panará, com características polissintéticas”. O tempo, aspecto, modo e evidencialidade verbal na língua são percebidos pelo uso de partículas distintas entre si: o modo é marcado por clíticos na primeira posição à esquerda do verbo (exceto o imperativo, que apresenta duas partículas descontínuas), o aspecto é evidenciado pela forma verbal, o tempo é codificado por advérbios indicadores de temporalidade, e a evidencialidade é definida por partículas evidenciativas.
O modo no Panará, orientado para o falante, demonstra em que grau este deseja assegurar ou não a verdade do que propõe. Tenta distinguir, basicamente, o que é fato ou não-fato. Existem, assim, três modos: realis, irrealis, e imperativo. O modo realis, que distingue eventos como ocorrendo no mundo real e é associado aos tempos verbais equivalentes ao presente habitual, ao presente progressivo e ao passado, é marcado pelo clítico yâ ( [ɯə], na denominação fonética atual, ou [yɨ], na denominação antiga) para verbos intransitivos e não-marcado para verbos transitivos. Já o modo irrealis, que distingue eventos como não ocorrendo no mundo real e é associado ao tempo futuro, é marcado por ka (tanto para verbos transitivos como intransitivos). O imperativo constitui exceção dos demais, pois sua função não é oferecer um grau de asserção. Quando se trata nesse de um verbo intransitivo, este pode ser não marcado ou marcado por duas partículas descontínuas, uma antes e outra depois do verbo: kua...hã para denotar o imperativo afirmativo, ha...sã para o imperativo negativo. Quando se fala em um verbo transitivo, o imperativo é marcado pelo clítico referente ao modo irrealis no lugar de kua e ha.
| Verbos/modos  | Realis | Irrealis | Imperativo +  | Imperativo - |
| ------------- | ------ | -------- | ------------- | ------------ |
| Transitivos   | ∅      | ka       | ka...hã       | ka...sã      |
| Intransitivos | yâ     | ka       | ∅ ou kua...hã | ∅ ou ha...sã |

Em Panará existe uma classe de verbos que ocorrem ora com uma forma breve, ora com uma forma longa (sem ou com uma sílaba final). Essa oposição, conforme é observado na vasta maioria dos dados, denuncia o aspecto verbal, de maneira que a forma longa se refere ao aspecto perfectivo, no qual a ação é vista por inteiro ou como concluída,  e a forma breve se refere ao aspecto imperfectivo, no qual a ação é vista parcialmente ou como algo em andamento, não concluído. Nessa classe, a forma longa do verbo, os sufixos -ri ~ -ni ~ -ti, ou a reduplicação da última sílaba, marcam o aspecto perfectivo, e na forma breve, o morfema zero marca o aspecto imperfectivo. De modo geral, o passado e o presente habitual são predominantemente definidos pelo aspecto perfectivo, enquanto o imperfectivo define principalmente o futuro, o presente progressivo e os verbos em orações interrogativas.
O tempo é marcado por três níveis básicos de advérbios que indicam relação temporal: ian ‘passado, ontem’, kowmã ‘presente, hoje, agora’ e pykowmã ‘futuro, amanhã’. Há outros além destes, porém são menos comuns.
Quanto à evidencialidade, existem, no Panará, ao menos cinco formas livres indicativas desta, que se referem à atitude do falante com relação à veracidade da informação contida na oração. São de três tipos diferentes: (1) três formas se referem ao não-comprometimento do falante com a verdade da afirmação; (2) uma forma aponta para a fidelidade da informação em relação à sua fonte; (3) e uma outra forma indica que a informação foi frustrada.
(1) Evidenciais ĩnɛ ~ inẽ, kypy e tapia, traduzidos livremente como ‘talvez, parecer, achar’.  ĩnɛ ~ inẽ - sempre no início da oração; ocorrências: sozinho, só com kypy, só com tapia ou com ambos. kypy - ocupa a posição entre o sujeito e o verbo da oração; ocorrências: com inẽ, ou simultaneamente com este e tapia. Tapia - posicionado depois do verbo; ocorrências: não ocorre apenas com kypy.
| inẽ                                     | adriana | ka  | -ti     | -po    | tapia | pykowmã |
| EVD                                     | Adriana | IRR | 3SG.NOM | chegar | EVD   | amanhã  |
| ‘parece que Adriana vai chegar amanhã.’ |         |     |         |        |       |         |
(2) Evidencial tiãni ~ tiãri, que se trata do evidencial reportivo (informação do discurso será reproduzida exatamente como foi contada). Ocorre sempre após o último verbo da sentença e é muito encontrado no início de narrativas para atrair a atenção do ouvinte, por mostrar que o que se vai narrar merece ser contado.
| ∅                                     | -ti     | -ĩpa   | -sã  | -ri  | tiãni | ĩpe   | amã |
| REAL.TR                               | 3SG.ERG | fígado | doer | PERF | EVD   | INTSF | LOC |
| ‘ela estava com muita dor no fígado.’ |         |        |      |      |       |       |     |
(3) Evidencial akua ~ rãkua, que ocorre também em posição pós-verbal, indica frustração ou contrariedade à expectativa contida na proposição.
| prete                                                      | hẽ  | ∅       | -ne     | -se | -sũũ  | rãkua |
| Jaburu                                                     | ERG | REAL.TR | 3PL.ERG | AUX | dizer | EVD   |
| ‘os jaburus negaram (que haviam roubado o fogo do urubu).’ |     |         |         |     |       |       |

#### Ordem da frase e alinhamento
A ordem frasal, ou ordem dos constituintes, na língua Panará é predominantemente (cerca de 90% dos dados obtidos sobre orações simples independentes e neutras) SVO (sujeito-verbo-objeto), contra 10% dos dados na ordem SOV (sujeito-objeto-verbo) para orações com verbo transitivo. Para orações com verbos intransitivos, predominam (75% dos dados) orações na ordem SV, contra 25% na ordem VS.
Quanto ao alinhamento, o modo em Panará se relaciona ao sistema de caso no que diz respeito à  marcação de pessoa no verbo. Utiliza o sistema ergativo/absolutivo na organização das relações argumentos/verbo  no modo realis, e o sistema nominativo/acusativo no modo irrealis. Isso ocorre uma vez que dados sugerem haver no Panará uma dissociação entre propriedades de codificação expressa, como marcação de caso, concordância e ordem de constituintes, e propriedades de comportamento e controle das relações gramaticais - as primeiras seguem o padrão ergativo-absolutivo, enquanto as últimas seguem o padrão nominativo-acusativo. Por causa disso, morfologicamente se diz que a língua possui um alinhamento ergativo-absolutivo superficial (ou ergatividade superficial), predominando sintaticamente o nominativo-acusativo.

#### Frases comparativas
O Panará expressa comparação através de construções sintaticamente distintas: a justaposição de orações (com ou sem o apagamento do verbo da segunda oração) ou de sintagmas nominais, que é a mais usual, ou a comparação de um sintagma nominal inicial com um padrão demarcado.
A qualidade comparada pode ser expressa por um adjetivo ou por um predicado intransitivo, cujo núcleo deve ser o próprio adjetivo. Os adjetivos expressam as qualidades dos elementos em questão comparadas quanto à superioridade ou inferioridade. Se a comparação for de igualdade, apenas uma qualidade é expressa e a conjunção associativa (ASS) mẽ ‘também’ vai seguir o segundo elemento da comparação.
Exemplos:
| piũtuara                              | ĩkieti | yâ        | -ra     | -po    | piãtuara | rõpiõ  |
| moças.ABS                             | muitas | REAL.INTR | 3PL.ABS | chegar | rapazes  | poucos |
| ‘chegaram mais moças do que rapazes.’ |        |           |         |        |          |        |
| piũtuara                                | ĩkieti | yâ        | -ra     | -po    | piãtuara | mẽ  |
| moças.ABS                               | muitas | REAL.INTR | 3PL.ABS | chegar | rapazes  | ASS |
| ‘chegaram tantas moças quanto rapazes.’ |        |           |         |        |          |     |
As construções comparativas gramaticalizadas, que são as do segundo caso, apresentam o marcador de comparação (MCOM) hotosakre, o qual pode ocorrer depois do adjetivo ou sintagma nominal que expressa o padrão da comparação.
Exemplos:
| ĩ-te                              | piâ    | hotosakre | ĩ-pa      |
| RNC-perna                         | grande | MCOM      | RNC-braço |
| ‘a perna é maior do que o braço.’ |        |           |           |
| ia                                       | kiãrãpe | kĩ     | hotosakre | uã     |
| Este                                     | cocar   | bonito | MCOM      | aquele |
| ‘Este cocar é tão bonito quanto aquele.’ |         |        |           |        |
Já o superlativo é expresso por meio de advérbios intensificadores que seguem ou precedem o adjetivo.
Exemplo:
| nãpein                | nãsisi | ĩpe   |
| mel                   | doce   | INTSF |
| ‘o mel é muito doce.’ |        |       |

## Vocabulário

### Numeração
O sistema de numeração da língua Panará é bem simples: consiste em quatro itens que não são exclusivamente numerais cardinais, e podem funcionar como multiplicativos, determinantes e quantificadores.
| pyti            | pyti-ra                     | nõpjõ ~ nõpiõ                        | inkjêti ~ ĩkieti                    |
| --------------- | --------------------------- | ------------------------------------ | ----------------------------------- |
| ‘um’, ‘uma vez’ | ‘dois’, ‘duas vezes’, ‘uns’ | ‘três ou quatro’, ‘alguns’, ‘poucos’ | ‘cinco’, ‘mais de quatro’, ‘muitos’ |